# Libération (Yves Saint Laurent)
Pour les articles homonymes, voir Libération et Quarante (homonymie).
Libération, ou Quarante, est la dénomination utilisée pour la collection haute couture d'Yves Saint Laurent présentée début 1971.

## Historique

### Préambule
Dans les années 1970, la haute couture est au plus mal. Halston ou Ralph Lauren ont attiré la capitale de la mode aux États-Unis. Le prêt-à-porter a tout bousculé depuis la décennie précédente. Balenciaga ferme sa maison en 1968, Coco Chanel meurt trois ans plus tard. À cette époque à Paris, seul Yves Saint Laurent, perpétuellement innovant, semble être le dernier « gardien du temple », toujours sur le devant de la scène et largement soutenu par la presse,. Le couturier compte alors une vingtaine de boutiques de prêt-à-porter Saint Laurent rive gauche au début de la période et jusqu'à 80 dans le monde quelques années plus tard. Après une période aux créations « hippie chic » inspirées du mouvement éponyme, mais également de ses séjours à Marrakech, il change totalement de voie, inspiré alors entre-autres par Paloma Picasso.

### Collection
Le 29 janvier 1971 rue Spontini, il présente la collection de haute couture « printemps/été » composée de vêtements inspirés par la mode durant la Seconde Guerre mondiale, puis exagérés. Ses muses, Loulou de la Falaise, et surtout Paloma Picasso qui lui a donné l'idée de cette collection,, sont présentes dans la salle ; plus tard, Pierre Bergé précise l'origine lors d'une soirée : « […] je ne vois plus Yves. Je le cherche et le retrouve avec une jeune inconnue. Elle avait des talons compensés, un turban sur la tête et des trucs qu'elle avait bricolés en vêtements. c'était Paloma Picasso. C'est la seule femme qui l'ait inspiré. Et c'est ainsi qu'est née la collection Libération qui, en 1971, a fait un scandale. Il fallait voir comment on se faisait insulter ! Aujourd'hui, c'est une collection référence. »
Environ 80 modèles défilent : manteaux en renard dont un vert vif, chaussures à semelles compensées, robes courtes, blouses en mousseline, grands turbans, maxi-manteaux, mélanges qui semblent vieux ou neufs, occupent cette collection,. Au-delà des vêtements, le maquillage, les coiffures, la démarche ou le stylisme choquent et dérangent. Il désacralise ainsi la haute couture. 
Les journalistes présents sont outrés, ils hésitent à siffler, font autre chose pendant le défilé, et certains s'interrogent à quitter les lieux. Pour la première fois Yves Saint Laurent ne vient pas saluer à la fin du défilé.

### Réception
Face à ce qui est qualifié de « mauvais goût », la presse française est unanimement critique, sauf Elle et Vogue Paris. Pierre-Yves Guillen dans Combat est virulent dans ses critiques : « pourquoi ces épaules trop carrées, ces hanches drapées lourdement […] c’est donc hideux, c’est donc honteux […] fait pour des folles […] des idiotes ». Le Figaro, qui n'a jamais été tendre avec Yves Saint Laurent, invoque « une nostalgie de cette époque… et l’excuse de ne pas l’avoir connue » mais aussi, sous la plume de Marie Dabadie, une « erreur ». 
La presse américaine, comme le WWD ou le New York Post, se déchaîne,. Le New York Herald Tribune sous la plume d'Eugenia Sheppard (en) en appel au bon goût et oppose la « collection franchement, définitivement et complètement hideuse » collection d’Yves Saint Laurent au « right clothes for right people » de Lanvin, Ungaro ou Givenchy,. « Yves Saint Laurent Debacle » écrit le Time. Les mannequins sont qualifiées de « cocottes » ou de « catins », la collection est jugée vulgaire. Le Monde estime qu'« Yves Saint Laurent a perdu tout sens de la mesure, voire du bon goût […] les femmes ne pourront que se dégoûter à jamais d'une mode qui se moque d'elles. » La collection sera surnommée « la collection du scandale »,.
Yves Saint Laurent réagit en qualifiant ses détracteurs de « réactionnaires mesquins à l’esprit étriqué. » Début février, Le Monde publie un communiqué informant qu'Yves Saint Laurent souhaite se consacrer exclusivement au prêt-à-porter,.